# Enseigne de vaisseau de 2e classe
Enseigne de vaisseau de 2e classe est un grade militaire d'officier subalterne dans la marine de certains pays. Ce grade est équivalent à celui de sous-lieutenant dans l’armée de terre ou l’armée de l’air.

## Belgique
Dans la composante maritime des forces armées belges, le grade d'enseigne de vaisseau de 2e classe (nl : Vaandrig-ter-zee 2e klasse) est le 1er grade d'officier subalterne. Il est supérieur au grade de Maître principal (et Maitre Principal Chef) et inférieur au grade de Enseigne de vaisseau.
Son insigne, sur la manche et sur l'épaule, est composé d'un galon .
Son équivalent dans les autres composantes est : sous-lieutenant.
|        |  |       |     |          |
| Marine |  | Terre | Air | Médicale |

On s'adresse à l'enseigne de vaisseau de 2e classe et au sous-lieutenant en disant « Lieutenant ».

### Militaire princier
Le prince Joachim de Belgique, second fils de la princesse Astrid de Belgique et petit-fils du roi Albert II de Belgique, après une formation  et la réception de son brevet de marine, a été nommé enseigne de vaisseau 2e classe, par arrêté royal et a prêté le serment d'officier à Zeebruges le 5 mars 2012,.

## Marine nationale française
Enseigne de vaisseau de 2e classe est un grade de la Marine française, correspondant à sous-lieutenant dans les autres armées et la Gendarmerie nationale.
L'enseigne de vaisseau de 2e classe (en abrégé « EV2 ») porte un galon doré. On s'adresse à lui en disant « lieutenant ».

Enseigne de vaisseau de 2e classe « Lieutenant »

L'accession au grade d'enseigne de vaisseau de 2e classe s'effectue automatiquement après un an de grade d'aspirant. Ainsi, les élèves de l'École navale sont promus à ce grade à titre temporaire lors de leur 3e année.
| France               | Grades de la Marine nationale     |                                              |
| Précédé par Aspirant | Enseigne de vaisseau de 2e classe | Suivi par Enseigne de vaisseau de 1re classe |

### Militaire princier
Le prince Albert II de Monaco a été nommé enseigne de vaisseau 2e classe après avoir effectué une formation militaire comme élève-officier à l'École navale française à bord du porte-hélicoptères Jeanne d'Arc, de septembre 1981 à avril 19822.

## Canada

Insignes d'enseigne de vaisseau de 2e classe
Acting Sub-Lieutenant

Dans la Marine royale canadienne des Forces armées canadiennes, le grade d'enseigne de vaisseau de 2e classe (acting sub-lieutenant en anglais) existe depuis 1996 pour le cadre des Instructeurs de Cadets et pour toute la Marine depuis 1998. Ce grade était autrefois connu sous le nom de « sous-lieutenant (intérimaire) ». Son abréviation est « ens2 » et on s'adresse à lui en disant « enseigne ». Ce grade correspond à celui de sous-lieutenant dans l'Armée canadienne et l'Aviation royale canadienne.
| Précédé par Aspirant de marine | Enseigne de vaisseau de 2e classe | Suivi par Enseigne de vaisseau de 1re classe |

### Insignes
- Tenues de service courant :
  - épaulette rigide ;
  - manchon d'épaule ou épaulette molle.

- Tenue de mess :
  - les insignes de grade portés sur l’uniforme de mess sont ceux de l'ancienne Marine royale canadienne, eux-mêmes repris de la Royal Navy britannique.